# Ángel Paniagua Manzano
Ángel Paniagua (Plasència, Càceres, 1965). És llicenciat en Història de l'Art, camp en el qual realitza habitualment treballs de traducció i correcció d'estil. Ha publicat crítiques de cinema, i d'exposicions de pintura i escultura en els diaris La Verdad i Opinión de Murcia, així com poemes, traduccions i ressenyes de llibres en revistes literàries (Silvestra, Signos, Arrecife, La Isla Desnuda, Postdata, Renacimiento, Quimera, Hache, Antaria, El coloquio de los perros i altres). Inclòs en l'antologia 10 menos 30. La ruptura interior en la poesía de la experiencia (L. A. de Villena, Pre-Textos, 1997), és autor dels llibres de poesia En las nube del Alba, Si la ilusión persiste, Treinta poemas, Bienvenida la noche, El legado de Hamlet, Una canción extranjera i Gaviotas desde el Ariel. També ha publicat la traducció al castellà de Focs d'octubre, del poeta català Francesc Parcerisas.